# ミヤマカタバミ

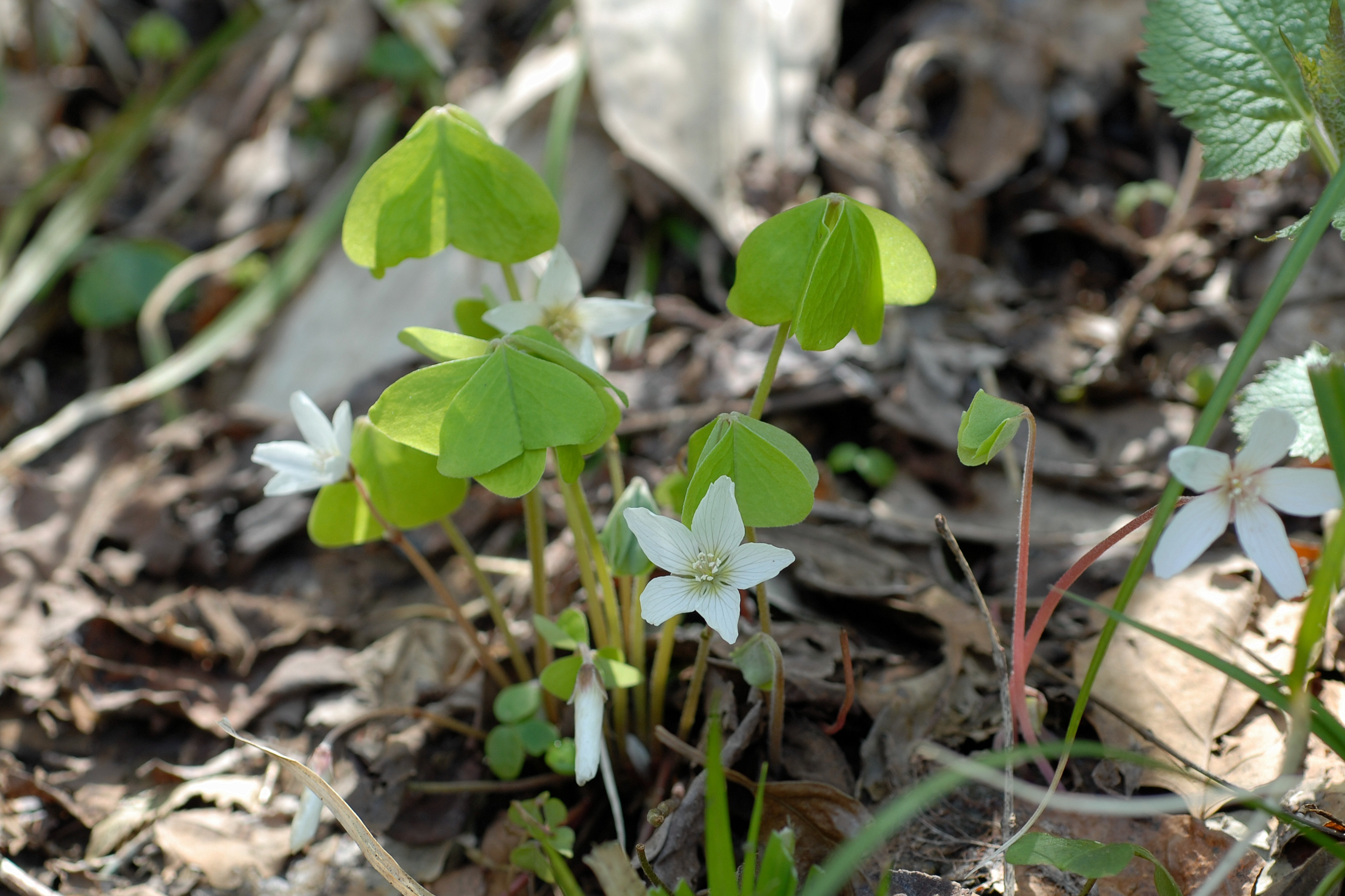
ミヤマカタバミ Oxalis griffithii

ミヤマカタバミ（深山片喰、深山傍食、学名:Oxalis griffithii）はカタバミ科の植物の一種。別名は、ヤマカタバミ、エイザンカタバミ。本州、四国、九州、ヒマラヤに分布する多年草。

## 特徴
山地の林の下に生える。太い根茎をもつが分岐しない。柄の長い3つの小葉をもつ葉を根生する。小葉の先端は切形になり、中央がへこむ。葉柄や葉の裏面、花茎や萼、苞には細かい軟毛が密に生える。3-4月頃に白い5枚の花弁の花を咲かせる。花の直径は3-4cmで、白い花弁に紫色の筋があるものもある。雄しべは10個あるが、そのうち5個は短い。雌しべの柱頭は5裂する。花期が過ぎると閉鎖花をつける。花の後には、長さ約2cmの蒴果を作り、中に白い外皮に包まれた種子を作る。種子が熟すと蒴果からはじき出される。

## 変種
カントウミヤマカタバミ Oxalis griffithii Edgew. et Hook.f. var. kantoensis (Terao) T.Shimizu
関東地方南西部、伊豆半島、東海地方に分布する。ミヤマカタバミに比べ、葉裏の軟毛が少ない。果実は長さ6-12mmと小型で卵球形になる。花期は3-4月。